# BNW

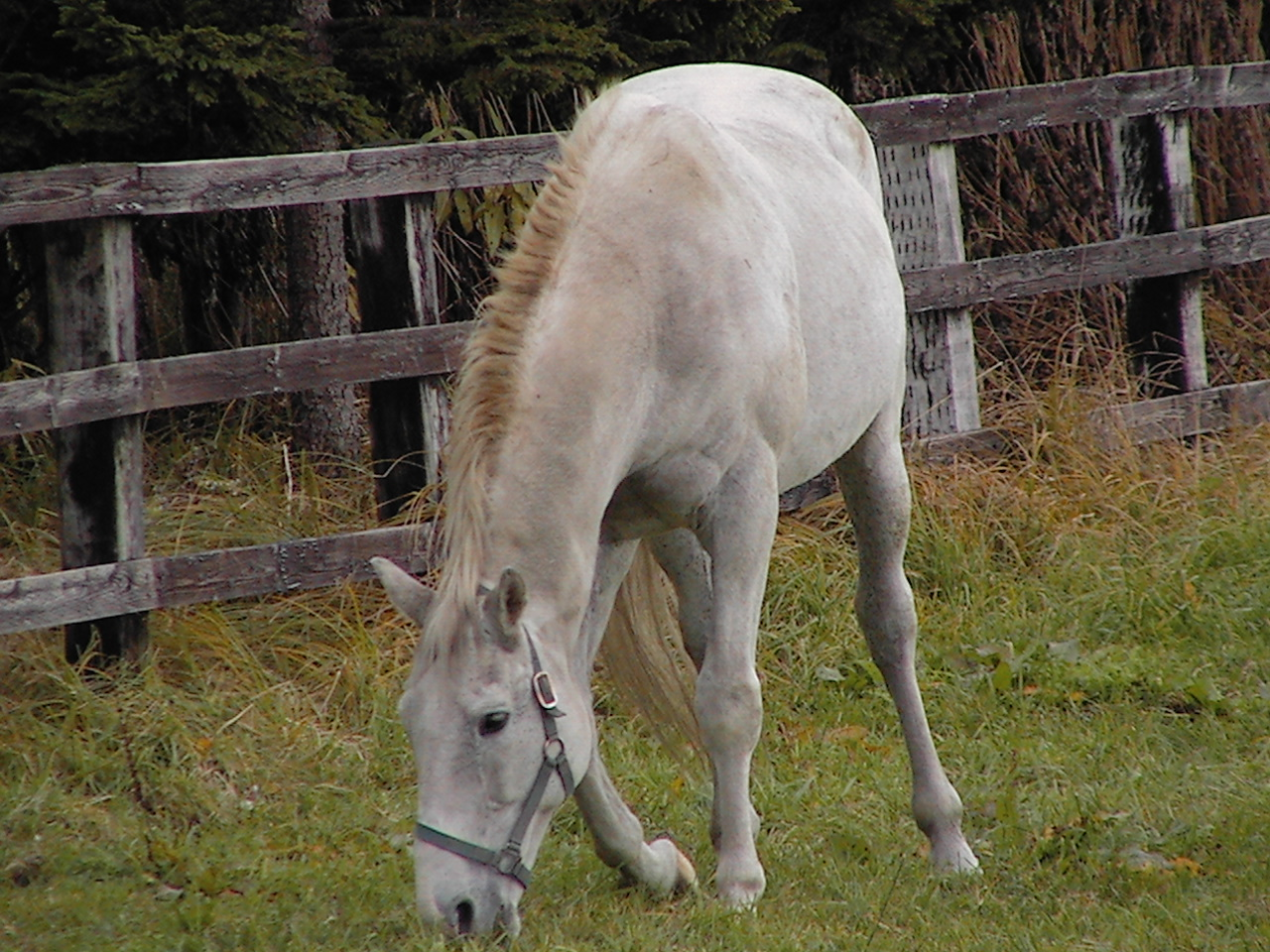
ビワハヤヒデ

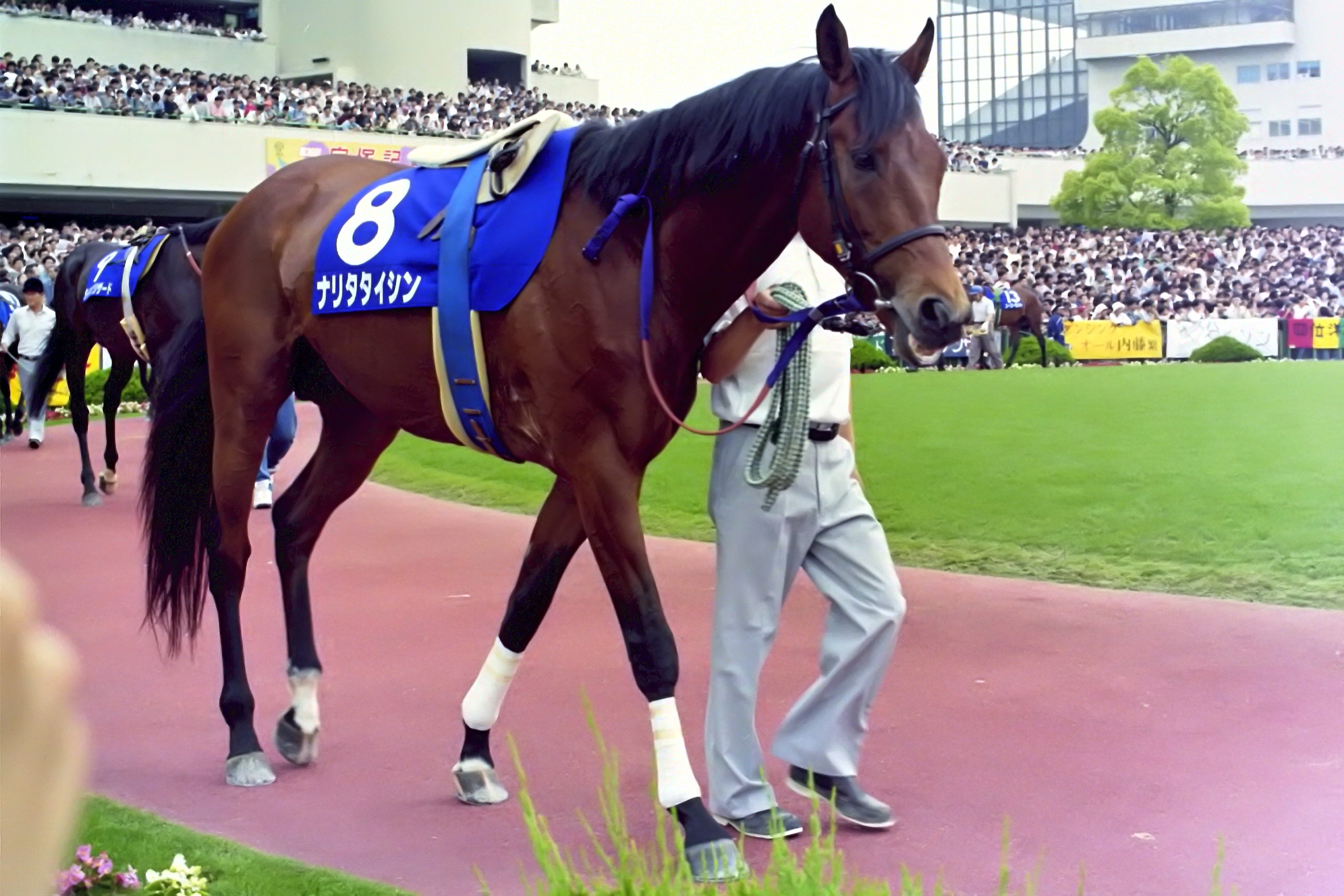
ナリタタイシン

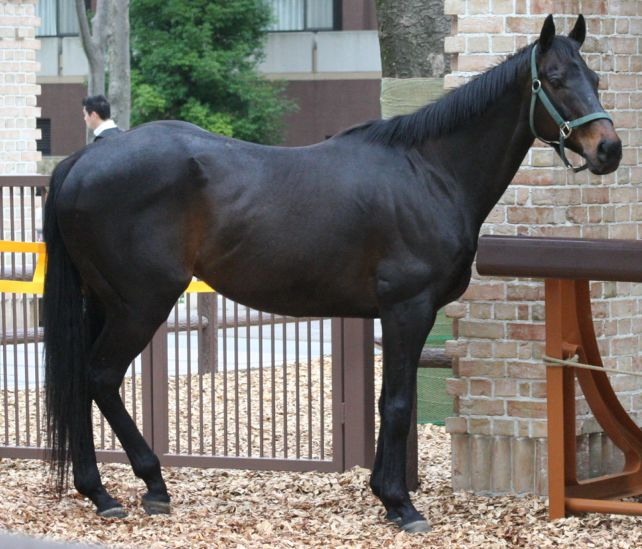
ウイニングチケット

BNWとは、1993年の中央競馬のクラシック三冠路線において、ライバルとして争った3頭の競走馬、ビワハヤヒデ（Biwa Hayahide）、ナリタタイシン（Narita Taishin）、ウイニングチケット（Winning Ticket）の総称。
結果として、ナリタタイシンが皐月賞を、ウイニングチケットが日本ダービーを、ビワハヤヒデが菊花賞をそれぞれ分け合って勝利した。この年のJRA賞最優秀4歳牡馬にはビワハヤヒデが選出されている。古馬となってからは、ウイニングチケットやナリタタイシンが成績を残せない一方、ビワハヤヒデが天皇賞（春）や宝塚記念を制し、JRA賞最優秀5歳以上牡馬に選出されるなどワンサイドの活躍を見せるようになった。最終的に3頭とも屈腱炎により引退し、種牡馬となるも3頭とも顕著な成績を残すことはなかった。

## 経緯

### それぞれの出自
ビワハヤヒデは9月の新馬戦でデビューし、2着に10馬身以上の大差をつけて勝利。続くもみじステークス、デイリー杯3歳ステークスではレコードを記録しての勝利を飾った。朝日杯3歳ステークス、共同通信杯4歳ステークスでは2着に敗れるも、若葉ステークスでは2馬身差で楽勝し、デビューから6連続連対（うち4勝）で皐月賞に臨んだ。
ウイニングチケットは初戦の芝1200m新馬戦で5着となるも、距離延長した次走の芝1700m新馬戦で勝利を収める。その後は葉牡丹賞、ホープフルステークスを勝利し、皐月賞トライアルである弥生賞もナリタタイシンを押さえ1着となり、4連勝で皐月賞に臨んだ。
一方、ナリタタイシンはデビューから2戦目で勝ち上がり、きんもくせい特別や福島3歳ステークス、千両賞に出走するが勝ちきれなかった。重賞初挑戦となったラジオたんぱ杯3歳ステークスで2勝目を挙げるが、シンザン記念ではアンバーライオンに、弥生賞では前述のウイニングチケットにそれぞれ敗れ2着と勝ちきれないレースを続け、8戦2勝の成績で皐月賞に臨んだ。

### 皐月賞
| 第53回 皐月賞（中山・芝2000m） | 第53回 皐月賞（中山・芝2000m） | 第53回 皐月賞（中山・芝2000m） | 第53回 皐月賞（中山・芝2000m） | 第53回 皐月賞（中山・芝2000m） | 第53回 皐月賞（中山・芝2000m） | 第53回 皐月賞（中山・芝2000m） | 第53回 皐月賞（中山・芝2000m） |
| 着順                           | 馬番                           | 競走馬名                       | 騎手                           | タイム                         | 着差                           | 単勝オッズ                     | 人気                           |
| ------------------------------ | ------------------------------ | ------------------------------ | ------------------------------ | ------------------------------ | ------------------------------ | ------------------------------ | ------------------------------ |
| 1着                            | 14                             | ナリタタイシン                 | 武豊                           | 2:00.2                         |                                | 09.2                           | 3                              |
| 2着                            | 18                             | ビワハヤヒデ                   | 岡部幸雄                       | 2:00.3                         | クビ                           | 03.5                           | 2                              |
| 3着                            | 1                              | シクレノンシェリフ             | 松永幹夫                       | 2:00.5                         | 1.1/4                          | 16.8                           | 4                              |
| 4着                            | 4                              | ウイニングチケット             | 柴田政人                       | 2:00.6                         | 1/2                            | 02.0                           | 1                              |
| 天候:晴、馬場状態:良 （出典:） |                                |                                |                                |                                |                                |                                |                                |

クラシック初戦・皐月賞では、ウイニングチケット（柴田政人鞍上）が単勝2.0倍の1番人気に推され、その次にビワハヤヒデ（岡部幸雄鞍上）が単勝3.5倍の2番人気、ナリタタイシン（武豊鞍上）が少し離れた単勝9.2倍の3番人気に推された。
ビワハヤヒデは先行集団前めにつけ、ウイニングチケットは中団後ろから徐々に進出、ナリタタイシンは最後方の位置につけた。最終直線では、折り合いを欠いたウイニングチケットをビワハヤヒデがかわして先頭に立ったが、大外から最後方につけていたナリタタイシンが急襲、ゴール直前でビワハヤヒデをかわしクビ差の勝利を収めた。ウイニングチケットは5位入線したが、ガレオンがステージチャンプに対する進路妨害で8位に降着したため4着となった。

### 「BNW」形成
1993年の牡馬クラシック路線はビワハヤヒデとウイニングチケットの2強争いだと考えられていたが、実際はその2頭を後方一気で突き抜けたナリタタイシンが勝利したため、皐月賞直後から3頭を3強とする見方が広がった。3頭はそれぞれのイニシャルをとって、「BNW」と呼ばれるようになった。

### 日本ダービー
| 第60回 東京優駿（東京・芝2400m） | 第60回 東京優駿（東京・芝2400m） | 第60回 東京優駿（東京・芝2400m） | 第60回 東京優駿（東京・芝2400m） | 第60回 東京優駿（東京・芝2400m） | 第60回 東京優駿（東京・芝2400m） | 第60回 東京優駿（東京・芝2400m） | 第60回 東京優駿（東京・芝2400m） |
| 着順                             | 馬番                             | 競走馬名                         | 騎手                             | タイム                           | 着差                             | 単勝オッズ                       | 人気                             |
| -------------------------------- | -------------------------------- | -------------------------------- | -------------------------------- | -------------------------------- | -------------------------------- | -------------------------------- | -------------------------------- |
| 1着                              | 10                               | ウイニングチケット               | 柴田政人                         | 2:25.5                           |                                  | 3.6                              | 1                                |
| 2着                              | 7                                | ビワハヤヒデ                     | 岡部幸雄                         | 2:25.6                           | 1/2                              | 3.9                              | 2                                |
| 3着                              | 1                                | ナリタタイシン                   | 武豊                             | 2:25.8                           | 1.1/4                            | 4.0                              | 3                                |
| 天候:曇、馬場状態:良 （出典:）   |                                  |                                  |                                  |                                  |                                  |                                  |                                  |

クラシック第2戦・日本ダービーでは、ウイニングチケットが前走に続き1番人気、続いてビワハヤヒデ、ナリタタイシンと、前走・皐月賞と同じ人気順に収まったが、単勝オッズはそれぞれ3.6倍、3.9倍、4.0倍と拮抗し「三強対決」の様相を呈した。
ビワハヤヒデとウイニングチケットは中団、ナリタタイシンが最後方につけた。最終コーナーでビワハヤヒデは荒れた内ラチを避け外を回したが、ウイニングチケットは他馬が避けた内側の経済コースを通り一気に先頭に立った。最終直線でビワハヤヒデは激しく食い下がり、半馬身差まで差を詰めるが届かず2着。外から追い込んだナリタタイシンが3着に入り、人気順通りの着順に収まった。

### 菊花賞
| 第54回 菊花賞（京都・芝3000m） | 第54回 菊花賞（京都・芝3000m） | 第54回 菊花賞（京都・芝3000m） | 第54回 菊花賞（京都・芝3000m） | 第54回 菊花賞（京都・芝3000m） | 第54回 菊花賞（京都・芝3000m） | 第54回 菊花賞（京都・芝3000m） | 第54回 菊花賞（京都・芝3000m） |
| 着順                           | 馬番                           | 競走馬名                       | 騎手                           | タイム                         | 着差                           | 単勝オッズ                     | 人気                           |
| ------------------------------ | ------------------------------ | ------------------------------ | ------------------------------ | ------------------------------ | ------------------------------ | ------------------------------ | ------------------------------ |
| 1着                            | 7                              | ビワハヤヒデ                   | 岡部幸雄                       | R3:04.7                        |                                | 02.4                           | 1                              |
| 2着                            | 15                             | ステージチャンプ               | 南井克巳                       | 03:05.6                        | 5                              | 33.5                           | 9                              |
| 3着                            | 9                              | ウイニングチケット             | 柴田政人                       | 03:05.7                        | 1/2                            | 02.8                           | 2                              |
|                                |                                |                                |                                |                                |                                |                                |                                |
| 17着                           | 18                             | ナリタタイシン                 | 武豊                           | 03:14.1                        | 大差                           | 11.1                           | 3                              |
| 天候:曇、馬場状態:良 （出典:） |                                |                                |                                |                                |                                |                                |                                |

夏が明け、ビワハヤヒデは菊花賞トライアルの神戸新聞杯を、ウイニングチケットは同じく菊花賞トライアルの京都新聞杯をそれぞれ勝って菊花賞へ臨んだ。一方、ナリタタイシンは7月の高松宮杯で2着となった後、運動誘発性肺出血を発症し、体調不十分のままぶっつけで菊花賞に出走した。ビワハヤヒデが単勝2.4倍の1番人気、ウイニングチケットが僅差の単勝2.8倍の2番人気、大きく離されナリタタイシンが単勝11.1倍の3番人気に推された。
ビワハヤヒデは先団、ウイニングチケットは中団、ナリタタイシンは最後方からレースを進めた。最終コーナーで先頭に立ったビワハヤヒデは最終直線でそのまま後続を突き放し、2着のステージチャンプに5馬身差をつけ、独壇場でのレコード勝ちを収めた。ウイニングチケットが3着に入った一方、ナリタタイシンは17着と惨敗した。

### その後
その後、ウイニングチケットはジャパンカップに出走。レガシーワールド、コタシャーンに続く3着に入着する。
有馬記念には、ビワハヤヒデがファン投票第1位で、ウイニングチケットがファン投票第2位で出走。ビワハヤヒデは初めての古馬戦ながら1番人気に支持され、トウカイテイオーの2着となった。一方ウイニングチケットは道中折り合いを欠き、直線で脚を使えず11着に大敗した（競走の詳細については第38回有馬記念を参照）。
ビワハヤヒデは菊花賞勝利に加え、デビューから11連続連対するなど安定した成績が評価され、JRA賞年度代表馬、最優秀4歳牡馬に選出された。日本中央競馬会の機関紙『優駿』で発表された1993年の「フリーハンデ」では、ビワハヤヒデが64キロ、ウイニングチケットが63キロ、ナリタタイシンが61キロで、4歳馬のトップ3と評価されている。
年が変わり1994年、ビワハヤヒデは京都記念から始動しこれを圧勝すると、天皇賞（春）、宝塚記念と春のGI競走を連勝。ナリタタイシンは目黒記念を勝ち、天皇賞（春）でビワハヤヒデと対戦するも1馬身4分の1の差で2着と敗れている。一方ウイニングチケットは体調不良で上半期のレースをすべて回避、高松宮杯に出走するもナイスネイチャの5着に敗れた。
オールカマーではビワハヤヒデとウイニングチケットが対戦、ビワハヤヒデが2着のウイニングチケットに1馬身4分の3の差をつけて快勝。これがBNW同士の最後のワンツーとなった。
その後、ビワハヤヒデとウイニングチケットは天皇賞（秋）に出走するもそれぞれ5着と8着に敗れ、どちらも競走後に屈腱炎を発症していることが判明。競走後にそろって引退が発表された。ナリタタイシンは相次ぐ故障によって5歳秋のレースを全回避。1年の休養ののちに宝塚記念に出走するが16着のシンガリ負けを喫し引退した（競走の詳細については第36回宝塚記念を参照）。ビワハヤヒデは春のGI2勝が評価され、1994年のJRA賞最優秀5歳以上牡馬を受賞している。
引退後は3頭とも種牡馬入りした。うちウイニングチケットのみは唯一中央重賞勝ち馬を出したが、ほか2頭は顕著な成績を残すことなく種牡馬を引退。ナリタタイシンは2020年4月13日に老衰で、ビワハヤヒデは同年7月21日に同じく老衰で、そしてウイニングチケットは2023年2月18日に疝痛で死亡した。